# Ceuthomantis aracamuni
Ceuthomantis aracamuni é uma espécie de anfíbio anuro da família Ceuthomantidae. Está presente na Venezuela. A UICN classificou-a como vulnerável.